# Sleepy Eye
Sleepy Eye is een plaats (city) in de Amerikaanse staat Minnesota, en valt bestuurlijk gezien onder Brown County.

## Demografie
Bij de volkstelling in 2000 werd het aantal inwoners vastgesteld op 3515.
In 2006 is het aantal inwoners door het United States Census Bureau geschat op 3489, een daling van 26 (-0.7%).

## Geografie
Volgens het United States Census Bureau beslaat de plaats een oppervlakte van
5,0 km², waarvan 4,3 km² land en 0,7 km² water. Sleepy Eye ligt op ongeveer 312 m boven zeeniveau.

## Plaatsen in de nabije omgeving
De onderstaande figuur toont nabijgelegen plaatsen in een straal van 24 km rond Sleepy Eye.